# Sady zahradnické mládeže
Sady zahradnické mládeže (Třešňovka) v Hostivaři v Praze se rozkládají v oblasti Trojmezí, mezi přírodní památkou Meandry Botiče, Toulcovým dvorem a sídlištěm Košík.

## Historie
Sady byly vysazeny společně s osázením zbytku polí areálu Toulcova dvora pravděpodobně v 50. letech 20. století. Jsou[kdy?] neudržované a stromy zplaněly.
Křoví pod ovocnými stromy a ořešáky poskytuje příznivé prostředí pro bezdomovce, kteří si zde vybudovali drobné nouzové kolonie. Starosta Prahy 15 Milan Wenzl v květnu 2017 na konferenci „Roadshow 2017 – My a naše bezpečnost“ za přítomnosti ministra obrany Martina Stropnického a pražského radního pro bezpečnost Libora Hadravy konstatoval, že jedním z problémů městské části jsou bezdomovci, kteří se stahují zejména k železniční trati a do Sadů zahradnické mládeže. 6. července 2019 zde 39letý údajný sympatizant neonacismu Jiří M. z nenávisti k bezdomovcům údajně zapálil přístřešek se spícím 53letým mužem Robertem, který následně uhořel. Podle vyšetřovatelů mezi sebou oba muži měli konflikt; oběť útoku údajně předtím okradla pachatele a dalšího obyvatele o cigarety a o víno; za což jej pachatel nejprve zmlátil a zkopal. Další svědci vypověděli, že sama oběť v minulosti podpalovala okolním obyvatelům lokality stany a opakovaně se v opilosti dopouštěla násilí.
Rada hlavního města Prahy pověřila v listopadu 2021 Institut plánování a rozvoje hl. m. Prahy zpracováním krajinářské studie na území Trojmezí, které zahrnuje i úpravu sadů.